# Panzerschlacht bei Raseiniai
Die Panzerschlacht bei Raseiniai (ältere deutsche Ortsnamen: Rossienie und Rossieny) war eine Panzerschlacht im Deutsch-Sowjetischen Krieg, bei der deutsche Truppen erstmals auf die bis dato unbekannten schweren sowjetischen Panzer KW-1 und KW-2 trafen. Diese lösten eine schwere Krise aus, die aber letztlich gemeistert werden konnte.

## Lage
Am 22. Juni 1941, dem ersten Tag des Deutsch-Sowjetischen Krieges, stieß die deutsche Heeresgruppe Nord im Unternehmen Barbarossa während der Schlacht um das Baltikum mit der Panzergruppe 4 an der Spitze aus Ostpreußen in Richtung Leningrad vor. Während das LVI. (56.) Armeekorps mot. (8. Panzer-Division) den Weg über Dünaburg nahm, überschritt das XXXXI. (41.) Armeekorps mot. (1. und 6. Panzer-Division) die Memel im Raum Tilsit und drang auf Schaulen vor. Die 6. Panzer-Division verfügte bei Beginn des Angriffs über das Panzer Regiment 11 mit I. und II. Abteilung und die Panzer Abteilung 65. Die Ausrüstung bestand aus 47 Panzerkampfwagen II, 155 Panzerkampfwagen 35 (t), 30 Panzerkampfwagen IV, 5 Panzerbefehlswagen 35 (t) und 8 weiteren Panzerbefehlswagen.
Nach ersten kurzen Kämpfen im Grenzgebiet erreichte die 6. Panzer-Division am Mittag des 23. Juni die litauische Stadt Raseiniai, die besetzt wurde. Bis zum Abend waren zwei Brückenköpfe über den ca. 4 km östlich gelegenen Fluss Dubysa (Dubyssa) gebildet worden. Hierzu war die Division entlang der heutigen Straße 4501 nach Eržvilkas vorgestoßen, folgte danach der Straße weiter ostwärts zur Fernstraße 146 und drehte auf dieser nach Nordosten auf Raseiniai ein.
Nördlich der 6. Panzer-Division ging die 1. Panzer-Division entlang der heutigen A12 (Europastraße 77) von Tauroggen kommend nach Nordosten auf Skaudviles vorstoßend vor. Dort soll es zu Gefechten gekommen sein. Dann weiter entlang dieser Straße, bis die Kreuzung mit der Fernstraße 196 erreicht war. Divisionsteile drehten nach Südosten auf Raseiniai ein und diese Truppen erreichten die kleine Stadt, um dann wieder nach Nordosten mit Stoßrichtung Lyduvėnai einzuschwenken. Anfänglich entlang der Straße 3509, später über schmalere Straßen. Parallel dazu stießen Divisionsteile weiter entlang der heutigen A12 bis nach Kelmė vor und schwenkten dort in direkt östlicher Richtung des Straßenkreuz bei Tytuvėnai entlang der Nationalstraße 157 ein.
Als Gegner in diesem Raum war das 3. sowjetische Mechanisierte Armeekorps identifiziert worden, welches im Juli 1940 aufgestellt worden war. Bei Beginn des deutschen Angriffs lag die sowjetische 2. Panzerdivision im Wald um das Dorf Gaižiūnai südlich von Jonava, ca. 20 km nordöstlich von Kaunas. Das 3. Mechanisierte Korps verfügte über eine Mannstärke von 31.975 Mann und hatte einen gemeldeten Bestand von 651 Panzern, wovon 110 bereits die neuen Typen T-34 und KW-1 waren.
Während des 23. Juni marschierten die Kräfte der sowjetischen 2. Panzerdivision, aus dem Raum Jovana kommend, entlang der Fernstraße 144 durch die Kleinstadt Kėdainiai in Richtung Šeduva. Noch am 23. Juni muss der Ort Skėmiai erreicht worden sein, von wo aus die heutige Straße 3004 nach Westen zum kleinen Städtchen Grinkiškis führt. Von dort kann man in südwestlicher Richtung der Fernstraße 255 nach Raseiniai folgen. Weitere Teile der Division scheinen bereits weiter südlich nach Westen eingeschwenkt zu sein, wie aus der Lage am 24. Juni ersichtlich wurde.

## Die Schlacht
Im Morgengrauen des 24. Juni 1941 trat die sowjetische 2. Panzerdivision (Generalmajor Jegor Nikolajewitsch Soljankin) des 3. Mechanisierten Korps (Generalmajor A. W. Kurkin) mit Artillerieunterstützung östlich von Raseiniai zu einem Gegenangriff auf die vorstoßende deutsche 6. Panzerdivision (Generalmajor Franz Landgraf) an. Als kein deutscher Panzer und keine Panzerabwehrkanone die Panzerung der KWs durchschlagen konnte, kam es zur Krise und zu beginnender Panik. Selbst der Volltreffer einer schweren 15-cm-Feldhaubitze auf 300 m prallte ab und der KW überrollte das Geschütz. Ein Offizier verlor seine Nerven, eilte sogar zum Kommandierenden General der Panzergruppe 4 Erich Hoepner und rief aus: „Alles ist verloren!“ Das Kriegstagebuch der 6. Panzerdivision hielt am 24. Juni 1941 fest:

„Um 6.00 Uhr stellt sich heraus, daß auch 5-cm-Panzerabwehrkanone die feindlichen Panzer nicht durchschlägt. Orientierung durch den nach vorn gefahrenen Divisionskommandeur ergibt um 9.00 Uhr folgendes Bild: Meldung über Unverwundbarkeit der schweren Feindpanzer ist bestätigt. Zirka 7 bis 8 fahren diesseits der Dubyssa im Raum der Kampfgruppe von Seckendorff herum, Verwirrung stiftend, eigene Waffen zermalmend. Von ihrer Bewaffnung 4,5 und 7,5 sowie 2 Maschinengewehren machen sie nur selten Gebrauch. 3,7- und 5-cm-Pak haben sie überrollt und vernichtet. Das Kradschützenbataillon 6 ist nicht mehr einsatzfähig. Die 6. Kompanie des Schützenregiments 114 hält nach wie vor die Furt unter halb der Dubyssabrücke.“

Laut Johann Adolf Graf von Kielmansegg konnte die Panik durch die Haltung und Disziplin der Offiziere überwunden werden. Als die Flakabteilung 21 das Schlachtfeld erreichte und mit 8,8-cm-Flak 18/36/37 den ersten KW abschoss und es gelang, einen KW durch eine geballte Ladung von T-Minen fahrunfähig zu machen, sprach sich in Windeseile herum, dass die Panzer doch zu besiegen seien, und die Panikstimmung legte sich, jedoch laut Kielmansegg „wohl im letzten Moment“.
Ein einzelner KW blockierte eine Straße und konnte die ganze „Kampfgruppe Raus“ aufhalten. Er schoss zwölf Nachschubfahrzeuge in Brand und verhinderte den Abtransport Verwundeter, sodass mehrere Schwerverletzte starben. Erst am Morgen des 25. Juni konnte er durch sieben Schüsse aus einer 8,8-cm-Flak ausgeschaltet werden, von denen nur zwei dessen Panzerung durchschlugen.
Während die 6. Panzerdivision die ganze Wucht des sowjetischen Gegenangriffs auf sich nahm, umging die 1. Panzerdivision in einem Flankierungsmanöver die sowjetischen Kräfte. Am 26. Juni schloss sich die Zange zwischen der 1. und 6. Panzerdivision und die sowjetische Panzerdivision wurde eingekesselt und vernichtet. Die 6. Panzerdivision fand etwa 100 Panzer, 4000 Lkw, 30 Geschütze und vieles andere Material vor, aber die sowjetische Infanterie sickerte aus dem Kessel, sodass nur wenig Gefangene gemacht wurden.
Das Kriegstagebuch des OKW vermerkt für den 26. Juni 1941:

„Die Panzerschlacht des XXXXI. AK. ostwärts Rossienie wurde nach 2täg. härtesten Kämpfen siegreich beendet.“

Am 25. Juni 1941 überprüfte eine Kommission des Heeres-Waffenamtes erbeutete KW auf Herz und Nieren. Freiherr von Grießenbeck notierte am 28. Juni 1941:

„Heute wurde Hitler in seinem Feldhauptquartier im Osten ein russischer ‚Übertank’ vorgeführt mit 7,5 cm starker Panzerung – ein Koloß. Der Führer war wütend auf unser Waffenamt, weil es nicht auch so große Tanks bauen ließ. Wenn es die Russen könnten, müßte es für uns eine Leichtigkeit sein; er ließ einen unglücklichen Oberstleutnant des Waffenamtes, der den russischen Tank vorführen mußte, überhaupt nicht zu Wort kommen, sondern tobte.“

Kielmansegg äußerte nach dem Krieg:

„Diese dreitägige Panzerschlacht von Rossienie war eine der größten Nervenbelastungen, die ich im ganzen Krieg erlebt habe und auch gemessen an vielen Kämpfen des späteren Rußlandfeldzuges eine der schwersten, die wir je zu bestehen hatten.“